# توماشوف لوبلسکی
توماشوف لوبلسکی (به لهستانی:  Tomaszów Lubelski) یک منطقهٔ مسکونی در لهستان است که در شهرستان توماشوف لوبلسکی واقع شده‌است. توماشوف لوبلسکی ۱۳٫۲۹ کیلومتر مربع مساحت و ۱۹٬۹۸۳ نفر جمعیت دارد و ۲۸۰ متر بالاتر از سطح دریا واقع شده‌است.